# Brucecaris
Brucecaris is een geslacht van kreeftachtigen uit de klasse van de Malacostraca (hogere kreeftachtigen).

## Soort
- Brucecaris tenuis (Bruce, 1969)